# Belle (film 1973)
Belle è un film del 1973 diretto da  André Delvaux, presentato in concorso al 26º Festival di Cannes.

## Trama
Lo scrittore Mathieu Grégoire, una notte ritornando a casa in automobile, urta un animale di cui però poi non trova traccia. Il giorno dopo, tornato sul luogo dell'incidente, vede un cane ferito che lo guida nel bosco fino a una casupola isolata. Lì, come un'apparizione soprannaturale, la visione affascinante di una donna che lui battezza Belle, una donna di cui si innamora perdutamente. La vita dello scrittore cambia totalmente: lascia la moglie, Jeanne, non sopporta più la presenza dell'amico Victor, trascura il proprio lavoro. Ma, un giorno, nella casupola giunge uno sconosciuto che sembra avere uno strano potere su Belle: Mathieu progetta di ucciderlo, ma viene prevenuto dalla stessa Belle. I due cercano di sbarazzarsi del cadavere e progettano una fuga insieme. Il comportamento stravagante di Mathieu insospettisce un suo amico, che si mette a investigare. In preda al panico, Mathieu conduce la polizia nel luogo dove ha abbandonato il cadavere dello straniero, ma gli agenti trovano solo il cadavere del cane. Intanto, Belle è scomparsa insieme al denaro di Mathieu. Questi pensa di avere sognato tutta la vicenda con Belle, finché non vede apparire una mano che compare sulla superficie del mare...